# Karl Enock Ohlsson
Karl Enock Waldemar Ohlsson, född 15 maj 1889 i Malmö, död 20 mars 1958 i Malmö, var en svensk målare och tecknare.
Ohlsson studerade vid Tekniska skolan i Malmö och under ett flertal studieresor 1904–1908 till Hamburg, England, Frankrike och Kairo. Han debuterade i en samlingsutställning 1915 och ställde ut separat första gången 1917. Han tillhörde konstnärsgruppen Aura och medverkade i gruppens utställningar från 1928. Han medverkade nästan årligen i Skånes konstförenings Malmöutställningar sedan 1915 och han medverkade dessutom i samlingsutställningar i Köpenhamn, Stockholm och Göteborg. Hans konst består av stilleben, porträtt, figurmotiv och landskap, ofta från utkanten av städer med fabriker och hamnvyer. Han utgav 1939 boken Karl Enock Ohlsson. Ohlsson är representerad vid Malmö museum, Helsingborgs museum, Tomelilla museum och vid Landskrona museum. Han är begravd på Östra kyrkogården i Malmö.